# Tauwetter

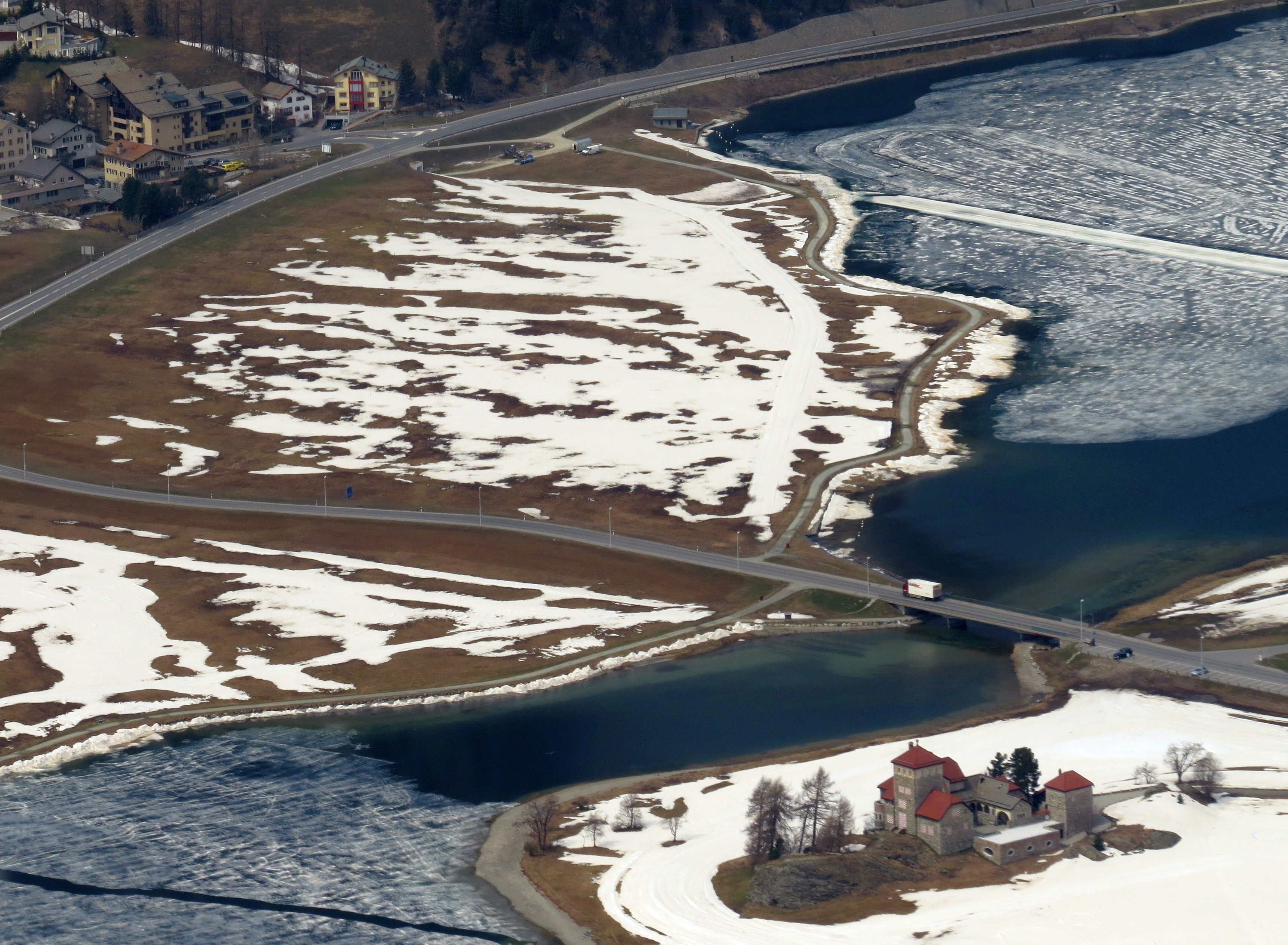
Tauwetter am Inn bei Silvaplana, Blick vom Corvatsch

Der Begriff Tauwetter bezeichnet den meteorologischen Prozess, bei dem gefrorene Niederschläge aufgrund einer Erwärmung der Lufttemperatur in flüssiges Wasser übergehen. Es wirkt sich auf die Wetterbedingungen und die Landschaft aus und hat sowohl positive als auch negative Auswirkungen auf Mensch und Umwelt. Tauwetter kann zu Veränderungen in der Mobilität, im Wasserkreislauf und in ökologischen Systemen führen. Ein umfassendes Verständnis des Tauwetters ist wichtig, um angemessene Vorbereitungen treffen zu können, Risiken zu minimieren und mögliche Vorteile daraus zu nutzen.

## Definition und Entstehung

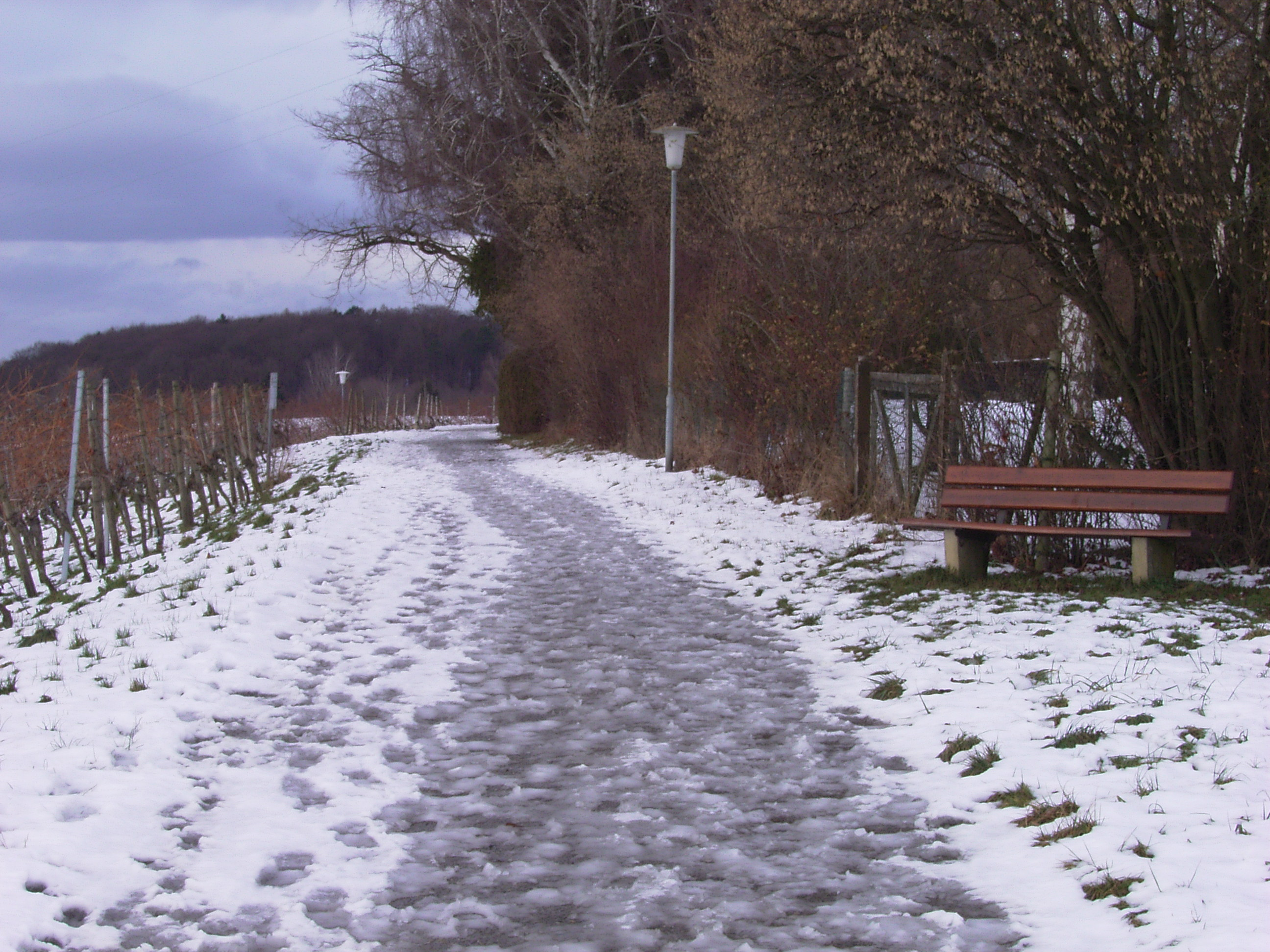
Feldweg mit Schneematsch bei Tauwetter in Meersburg, Silvester 2005

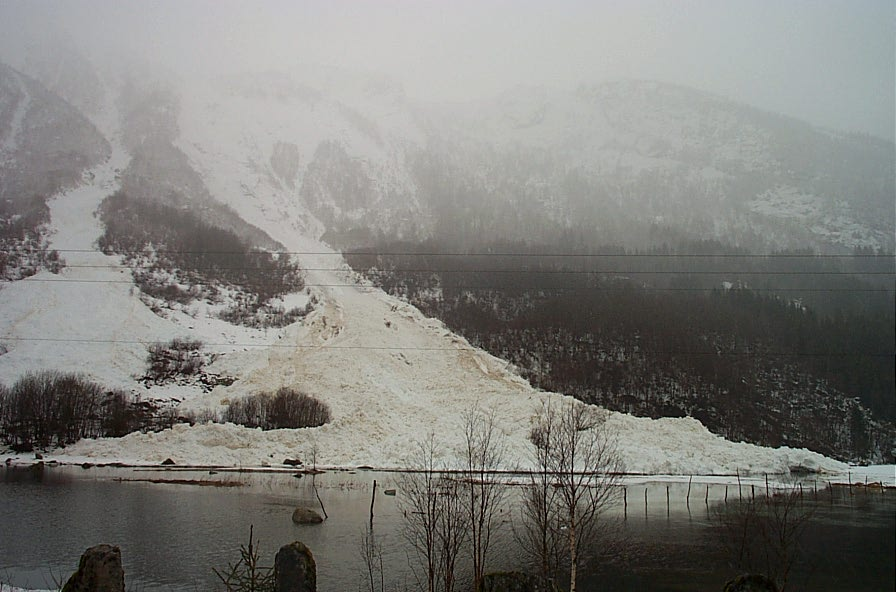
Lawine bei Tauwetter in Skreda, Fjærland, Norwegen, 1999

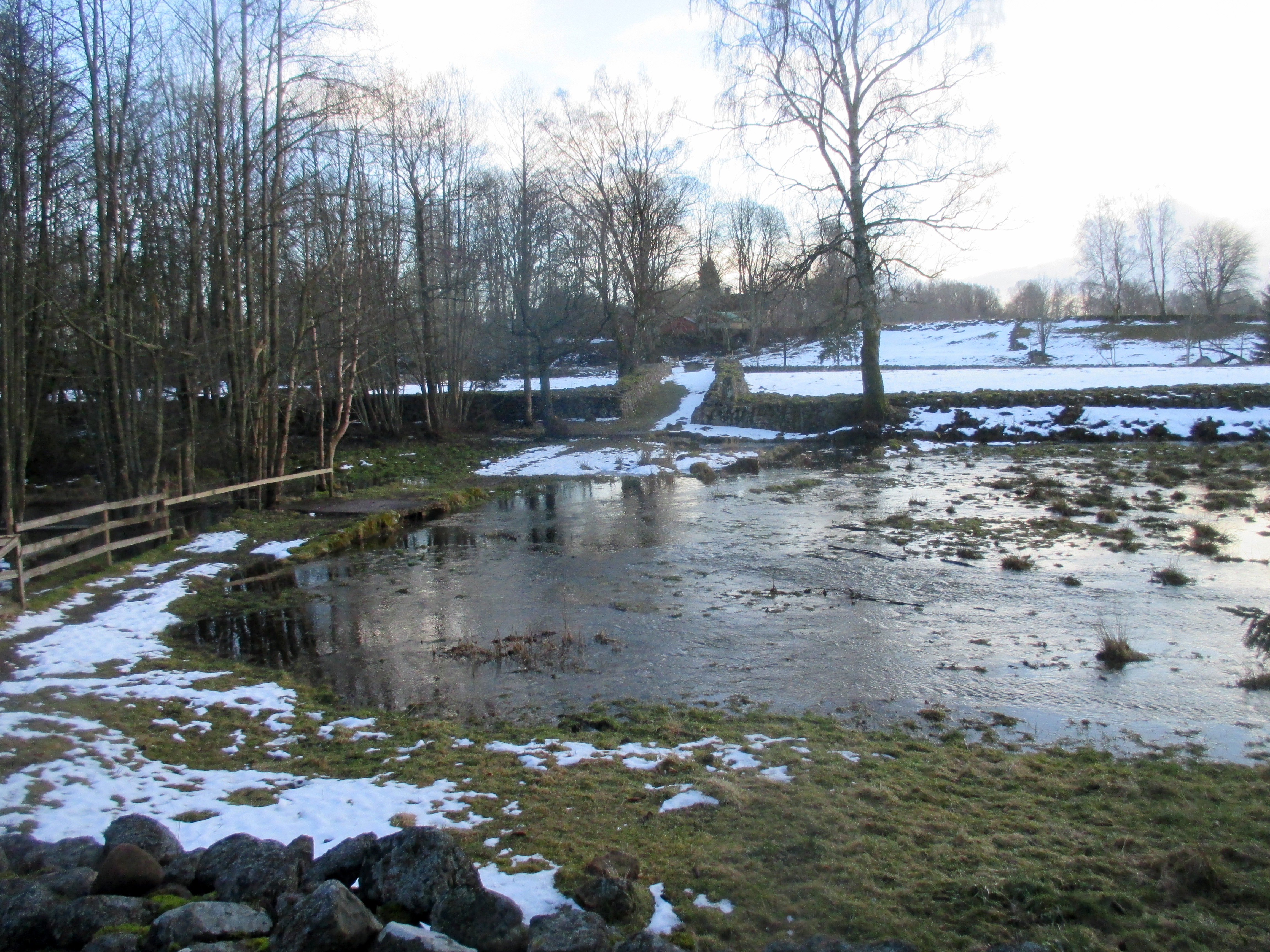
Frühjahrsüberschwemmung im Naturschutzgebiet Väsmestorp, Västergötland, Schweden, 2022

Tauwetter ist ein meteorologischer Begriff, der den Prozess beschreibt, bei dem gefrorene Niederschläge wie Schnee und Eis aufgrund einer Erwärmung der Lufttemperatur über den Taupunkt in flüssiges Wasser übergehen. Dieses Phänomen tritt typischerweise in den Wintermonaten auf, wenn kalte auf wärmere Luftmassen treffen. Durch die Erwärmung der Luft erhöht sich die kinetische Energie der Wassermoleküle, wodurch die gefrorenen Partikel schmelzen und sich in flüssigen Zustand verwandeln. Tauwetter kann aufgrund verschiedener Wetter- und atmosphärischen Bedingungen variieren. Es kann zu einem allmählichen oder plötzlichen Schneeschmelzprozess führen.

## Wetterbedingungen
Während des Tauwetters kommt es zu signifikanten Veränderungen der Wetterbedingungen. Die Lufttemperatur steigt über den Gefrierpunkt, was eine schnelle Schneeschmelze zur Folge hat. Die Schneedecke wird nass und matschig, und die erhöhte Feuchtigkeit kann zu Nebelbildung führen. Zudem kann die aufsteigende warme Luft Kondensation und Wolkenbildung verursachen, was zu Regenfällen führt. Tauwetter geht häufig mit einer erhöhten Luftfeuchtigkeit einher. Diese Veränderungen des Wetters können zu Herausforderungen und Gefahren führen, wie rutschigen Straßen, Einschränkungen der Sichtbarkeit und einer erhöhten Lawinengefahr in bergigen Regionen.

## Auswirkungen auf die Landschaft
Tauwetter hat erhebliche Auswirkungen auf die Landschaft. Der schmelzende Schnee und das Eis führen zu einem Anstieg des Wasserstandes in Flüssen und Bächen, was potenziell zu Überschwemmungen führen kann. Die Schneeschmelze erhöht die Bodenfeuchtigkeit und begünstigt das Auftreten von Schlammlawinen. Zudem besteht die Gefahr, dass Schneemassen von Dächern abrutschen und Straßen sowie Wege blockieren. Tauwetter kann die Landschaft stark verändern und zu vorübergehenden oder dauerhaften Schäden führen, wie Erosion, Abrutschen von Hängen und Veränderungen der Bodenstruktur. Diese Auswirkungen können ökologische und ökonomische Folgen haben.

## Bedeutung für Mensch und Umwelt
Auf Mensch und Umwelt kann Tauwetter sowohl positive als auch negative Auswirkungen haben. Auf der einen Seite kann es den Verkehr und die Mobilität beeinträchtigen, da rutschige Straßenverhältnisse entstehen und der Schmelzwasserabfluss zu Überflutungen führen kann. Zudem kann die Schneeschmelze zu Erosion und Bodenverlust führen, was landwirtschaftliche Flächen beeinflusst und ökologische Lebensräume verändert. Auf der anderen Seite ist Tauwetter für die Landwirtschaft von Vorteil, da der Boden mit Feuchtigkeit versorgt wird und das Schmelzwasser die Wasservorräte auffüllt. Zudem ermöglicht Tauwetter das Auftauen gefrorener Gewässer, was für die Schifffahrt von Bedeutung sein kann. Die Folgen des Tauwetters müssen jedoch sorgfältig überwacht, bewältigt und gegebenenfalls angepasst werden, um negative Auswirkungen minimieren und mögliche Vorteile nutzen zu können, wie z. B. beim Betrieb von Wasserkraftwerken bzw. in der Wasserwirtschaft.